# 艾恩湖
61°19′0″N 37°17′12″E / 61.31667°N 37.28667°E
艾恩湖（俄语：Айнозеро），是俄羅斯的湖泊，位於該國西北部，由沃洛格達州負責管轄，長4.3公里、寬1.7公里，面積4.9平方公里，海拔高度190米，湖岸線長度14公里，集水區面積265平方公里，平均水深0.9米，最大水深4.3米。